# Cereus mortensenii
Cereus mortensenii är en kaktusväxtart som först beskrevs av Léon Camille Marius Croizat, och fick sitt nu gällande namn av David Richard Hunt och Nigel Paul Taylor. Cereus mortensenii ingår i släktet Cereus och familjen kaktusväxter. Inga underarter finns listade i Catalogue of Life.